# ボルゴノーヴォ・ヴァル・ティドーネ
ボルゴノーヴォ・ヴァル・ティドーネ（伊: Borgonovo Val Tidone）は、イタリア共和国エミリア＝ロマーニャ州ピアチェンツァ県にある、人口約8,100人の基礎自治体（コムーネ）。

## 地理

### 位置・広がり

#### 隣接コムーネ
隣接するコムーネは以下の通り。
- アガッツァーノ
- アルタ・ヴァル・ティドーネ
- カステル・サン・ジョヴァンニ
- グラニャーノ・トレッビエンセ
- ピアネッロ・ヴァル・ティドーネ
- ロットフレーノ
- サルマト
- ツィアーノ・ピアチェンティーノ

### 気候分類・地震分類
ボルゴノーヴォ・ヴァル・ティドーネにおけるイタリアの気候分類 (it) および度日は、zona E, 2603 GGである。
また、イタリアの地震リスク階級 (it) では、zona 3 (sismicità bassa) に分類される。

## 行政

### 分離集落
ボルゴノーヴォ・ヴァル・ティドーネには以下の分離集落（フラツィオーネ）がある。
- Agazzino, Bilegno, Breno, Castelnovo Val Tidone, Corano, Fabbiano, Mottaziana

## 姉妹都市
- フォントネー＝スー＝ボワ、フランス  1986年
- ダネレン（英語版）、アメリカ合衆国  2018年